# Блок управления памятью
Блок управления памятью или устройство управления памятью (англ. memory management unit, MMU) — компонент аппаратного обеспечения компьютера, отвечающий за управление доступом к памяти, запрашиваемым центральным процессором.
Его функции заключаются в трансляции адресов виртуальной памяти в адреса физической памяти (то есть управление виртуальной памятью), защите памяти, управлении кэш-памятью, арбитражем шины и, в более простых компьютерных архитектурах (особенно с небольшой разрядностью шины адреса), переключением блоков памяти. Иногда также упоминается как блок управления страничной памятью (англ. Paged memory management unit, PMMU).
В настоящее время чаще всего упоминается в связи с организацией виртуальной памяти и, следовательно, критически важен для многих современных многозадачных операционных систем, включая все современные Windows NT и многие из UNIX‐подобных.
Блок управления памятью в настоящее время очень часто включается в состав центрального процессора или чипсета компьютера.

## Принципы работы

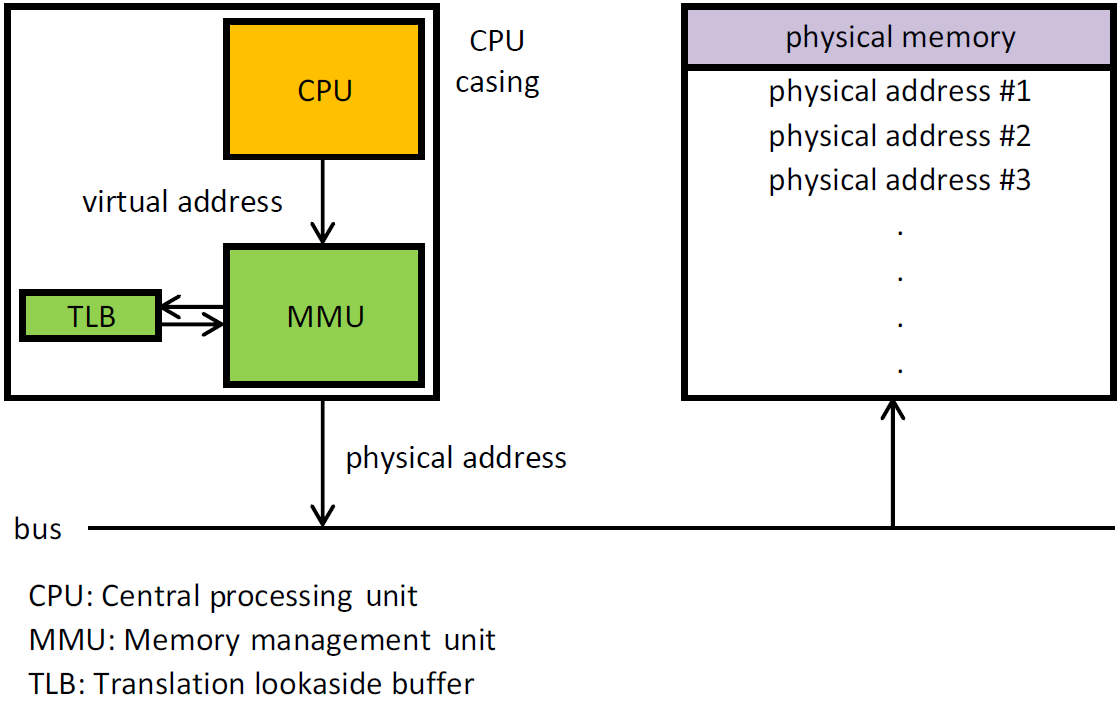
Схема работы MMU

Принцип работы современных MMU основан на разделении виртуального адресного пространства (одномерного массива адресов, используемых центральным процессором) на участки одинакового, как правило, несколько килобайт, хотя, возможно, и существенно большего, размера, равного степени 2, называемые страницами. Младшие n бит адреса (смещение внутри страницы) остаются неизменными. Старшие биты адреса представляют собой номер (виртуальной) страницы. MMU обычно преобразует номера виртуальных страниц в номера физических страниц, используя буфер ассоциативной трансляции (англ. Translation Lookaside Buffer, TLB).
Если преобразование при помощи TLB невозможно, включается более медленный механизм преобразования, основанный на специфическом аппаратном обеспечении или на программных системных структурах. Данные в этих структурах, как правило, называются элементами таблицы страниц (англ. page table entries (PTE)), а сами структуры — таблицами страниц (англ. page table (PT)). Конкатенация номера физической страницы со смещением внутри страницы даёт физический адрес.
Элементы PTE или TLB могут также содержать дополнительную информацию: бит признака записи в страницу (англ. dirty bit), время последнего доступа к странице (англ. accessed bit, для реализации алгоритма замещения страниц наиболее давно использованный (англ. least recently used, LRU), какие процессы (пользовательские (англ. user mode) или системные (англ. supervisor mode)) могут читать или записывать данные в страницу, необходимо ли кэшировать страницу.